# Roter Fluss
Der Rote Fluss (chinesisch 紅河 / 红河, Pinyin Hóng Hé und vietnamesisch Sông Hồng oder Hồng Hà) oder Yuan Jiang (chinesisch 元江, Pinyin Yuán Jiāng) ist ein Flusssystem im Süden Chinas und im Norden Vietnams.

## Geographie und Geologie
Die Gesamtlänge des Flusses beträgt 1149 km; davon entfallen 639 km auf das Gebiet der Volksrepublik China und 510 km auf das Territorium der Sozialistischen Republik Vietnam. Diese Länge schwankte erdgeschichtlich stark, beispielsweise war der Meeresspiegel vor ca. 4000 Jahren um 5 bis 6 Meter höher, so dass die Mündung sich westlich von Hanoi befand (Higham 1989).
Die schon immer erhebliche Menge mitgeschwemmter Sedimente hat in den letzten Jahren durch Entwaldung, intensiven Anbau und hohe Bodenerosion im Einzugsgebiet stark zugenommen und beträgt zurzeit ca. 10.000.000 t jährlich, d. h. 1,5 kg pro m³ Wasser. Das hat einen starken Bodenauftrag zur Folge, sowie ein Wachstum des Deltas um ca. 100 m pro Jahr. Der Rote Fluss ist außerdem berüchtigt für die starken saisonalen Schwankungen der Wassermenge und seine heftigen Überschwemmungen.
Diese Gegebenheiten zwangen die Vietnamesen schon seit dem elften Jahrhundert, das Flusssystem mit Deichen einzudämmen, die heute auf eine Wasserführung zwischen 49.000 und 57.000 m³/s ausgelegt sind. Der bislang höchste Wert von 37.000 m³/s wurde 1945 gemessen. Mittlerweile liegt das eingedeichte Flussbett teils höher als das umliegende Land. Der maximale Tidenhub an der Küste des Deltas beträgt ca. 4 m. Falls Prognosen des Weltklimarates IPCC bezüglich des Ansteigens der Meeresspiegel zutreffen, ist das gesamte Delta, das nur zwischen knapp 1 m und 3 m über Meereshöhe liegt, gefährdet.

## Namensdeutung
Das durch die mitgeführten Sedimente, u. a. Eisenoxid, rötlich-braun gefärbte Wasser gibt dem Fluss seinen Namen.
Namensvarianten:
- Chinesisch

红河 / 紅河 „Roter Fluss“
Mandarin (Pinyin): Hóng Hé, Kantonesisch (Jyutping): hung4 ho4
元江 „Ursprünglicher Fluss“
Mandarin (Pinyin): Yuán Jiāng, Kantonesisch (Jyutping):  jyun4 gong1
- Vietnamesisch

Sông Hồng / Hồng Hà „Rosa Fluss“
Sông Cái „Mutterfluss“
Sông Nhị / Nhị Hà „Zwei Flüsse“ – für den Abschnitt, der durch Hanoi fließt
- Hani

Lalsa baqma
- früher in deutscher Umschrift ebenfalls

Songkoi, Sang-koi, Songkai, Song-ka, Yüan-chiang

## Flusslauf

### Quelle und Oberlauf
Der Rote Fluss entspringt im Norden der südchinesischen Provinz Yunnan in 1776 m Höhe.
Das Quellgebiet ist ein Gebirgszug südwestlich der Stadt Dali im gleichnamigen autonomen Bezirk. Der Oberlauf hat die Flusstäler zu tiefen Schluchten ausgewaschen. In südöstlicher Richtung fließend durchquert der Rote Fluss autonome Gebiete der Dai-Völker (hier hauptsächlich Yi, Hani und Miao) bis in den Autonomen Bezirk Honghe. Die Bezeichnung Hóng Hé für den Fluss war namensgebend für den Bezirk.
Auf einem Abschnitt von etwa 50 Kilometern markiert der Rote Fluss die chinesisch-vietnamesische Staatsgrenze. Bei der Stadt Lào Cai in der vietnamesischen Provinz Lào Cai übertritt der Fluss die Grenze und erreicht die Großlandschaft Tonkin (vietnamesisch Bắc Bộ, „Nordgrenze“). Die Vietnamesen nennen den Abschnitt des Flusses von hier bis Việt Trì auch Sông Thao.

### Mittellauf
Bei Yên Bái tritt der Fluss in die nordvietnamesische Tiefebene ein. Der Haupt-Nebenfluss Schwarzer Fluss (Sông Đà) entspringt ebenfalls in Yunnan und verläuft südlich parallel zum Sông Hồng. Zwischen Tam Thanh und Việt Trì in der Provinz Phú Thọ fließt er in den Hauptfluss ein. Ab Việt Trì ist der Rote Fluss schiffbar. Dort fließt der zweite große Nebenfluss, der Klare Fluss (Sông Lô), von Norden kommend ein. Der Abschnitt von hier bis Hanoi wird auch Nhị Hà genannt. An Sơn Tây vorbei fließt der Fluss südöstlich durch die Hauptstadt Hanoi.

### Delta des Roten Flusses
Hauptartikel: Đồng Bằng Sông Hồng
120 km vor der Küste, östlich von Hanoi in Richtung der Stadt Thuận Thành, teilt sich der Fluss in zwei Hauptläufe, um nördlich als Sông Đuống, südlich als Sông Hồng weiterzufließen. Von hier aus weitet sich der Rote Fluss bis zur Mündung in den Golf von Tonkin zu einem Delta mit einer Fläche von ca. 22.000 km². Das Delta gibt der vietnamesischen Region „Delta des Roten Flusses“ (Đồng Bằng Sông Hồng) ihren Namen.
An einem nördlichen Seitenarm des Sông Đuống namens Cua Cam (Verbotene Tür) liegt Hải Phòng, die wichtigste Hafenstadt Nordvietnams. Südlich von Nam Định mündet der Hauptlauf des Flusses in den Golf von Tonkin (vietnamesisch Vịnh Bắc Bộ, chinesisch 北部湾 Beibu Wan).

### Provinzen und Bezirke
Chinesische Bezirke der Provinz Yunnan, die im Einzugsgebiet des Roten Flusses liegen:
Dali, Stadt Pu’er, Chuxiong, Stadt Yuxi, Honghe, Wenshan
Vietnamesische Provinzen:
Lào Cai, Yên Bái, Phú Thọ, Vĩnh Phúc, Hà Nội, Hưng Yên, Hà Tây, Nam Định, Hà Nam, Thái Bình

## Bedeutung
Das Delta ist die Ursprungsregion des Volkes der Kinh. Mit 15 % der vietnamesischen Bevölkerung ist die Region eine der am dichtesten besiedelten der Welt.

### Geschichte
Die Legende, der Rote Fluss sei, im Gegensatz zum Mekong, bis in den Oberlauf schiffbar, und damit für den Handelsverkehr mit China geeignet, beeinflusste im 19. Jahrhundert das Interesse Frankreichs an Nordvietnam (siehe auch: Vietnam unter französischer Kolonialherrschaft).
Während des Vietnamkrieges wurde die Region stark bombardiert.

### Wirtschaft
Im Mittellauf gibt es mehrere bedeutsame Wasserkraftwerke, deren Leistung durch die Anlandung des Flussbettes kontinuierlich abnimmt.
Das Delta mit seinen fruchtbaren Sedimentablagerungen ist ein Hauptgebiet der Agrarproduktion Vietnams. Etwa 47 % der Fläche (820.800 ha) ist landwirtschaftliche Nutzfläche, auf der mehr als ein Drittel der Reisproduktion des Landes angebaut wird. Die Be- und Entwässerung erfolgt durch ein ausgeklügeltes System von Dämmen, Deichen und Kanälen. Die Gesamtlänge der an der Basis bis zu 40 m breiten Deiche beträgt heute mehr als 3000 km, auf den Kronen verlaufen oft Verkehrswege.

### Umwelt
Das Delta des Roten Flusses wurde 2004 als Biosphärenreservat in das MAB-Programm der UNESCO aufgenommen. Mit den Gefährdungen des Flusssystems und seines Deltas befassen sich verschiedene multinationale Kommissionen, so das Projekt Flocods (FLOod COntrol Decision Support).